# Defrișarea pădurilor din România
Defrișarea pădurilor din România este un proces economic care s-a manifestat din cele mai vechi timpuri, fiind una din principalele resurse ale populațiilor ce s-au dezvoltat în spațiul actual al României. Lemnul, fiind o resursă regenerabilă, este ideal pentru susținerea și dezvoltarea indivizilor, a civilizației umane în general, fiind folosit ca materie primă energetică, material pentru construcții, unelte, arme, hârtie, mobilier etc. În ciuda percepției populare, în România pădurile și masa lemnoasă totală au crescut, nu scăzut, respectiv de la 1,4 miliarde metri cub masă lemnoasă în 1986 la 2,2 miliarde metri cub în 2016, de la 6,4 milioane hectare în 1990 la 6,9 milioane hectare în 2016.
În anii 80' se tăiau aproximativ 25 milioane metri cub masă lemnoasă anual față de 11,7 milioane metri cub în 2006 și 18 milioane metri cub în 2016. Ministerul  Mediului, Apelor și Pădurilor estimează că România poate exploata 22 milioane metri cub anual, față de o creștere anuală totală de peste 50 milioane metri cub masă lemnoasă, respectiv 7,8 metri cub la hectar. Exploatarea de masa lemnoasă se face conform Legii nr. 46/2008 Codul silvic, republicată la 12 august 2015.
De menționat că de peste 50 ani România nu mai schimbă în masă regimul terenurilor împădurite (în termeni populari defrișări), cea mai mare parte a defrișărilor de pe teritoriul actual al României au avut loc în secolul al XIX-lea, începutul secolul al XX-lea, când datorită exploziei demografice și împroprietăririlor succesive ale țărănimii suprafața agricolă a crescut în defavoarea suprafețelor împădurite, exponențial cu creșterea populației și creșterea economică, România fiind până în a doua jumătate a secolul al XX-lea un stat preponderent agrar în plină expansiune demografică.

## Pădurile virgine ale României
Conform unei inventarieri la nivel european din 2005, în România mai existau circa 218.000 ha de păduri virgine, reprezentând 2/3 din totalul pădurilor virgine din Europa. Alte țări în care se mai păstrează suprafețe semnificative sunt Ucraina, Slovacia, Polonia, Bosnia și Herțegovina, Muntenegru, Bulgaria, Croația și Slovenia. În țările din zona munților Carpați s-au păstrat 90% din pădurile virgine ale Europei, în timp ce în zona Alpilor doar 0,4%.
Pădurea virgină este acea pădure care s-a format și dezvoltat exclusiv sub acțiunea factorilor naturali și în care procesele ecosistemice în dinamica lor se produc fără nicio influență antropică directă sau indirectă, respectiv lipsa intervențiilor silviculturale și a celorlalte activități antropice, inclusiv a pășunatului domestic. Solul trebuie să fie nealterat, cu excepția eroziunii produse natural. Esențială este absența drumurilor și construcțiilor în pădure, cu excepția unei infrastructuri necesare managementului de cercetare științifică și a unor trasee tematice și/sau turistice, precum și pichetarea limitelor amenajistice.
Pădurile cu funcții speciale de protecție (în care nu sunt efectuate tăieri comerciale) reprezintă 33% din suprafața forestieră, respectiv aproximativ 9% din suprafața României.

## Statistici privind pădurile din România

### Anul 1918
În ziua unirii Transilvaniei cu România - 1 decembrie 1918, pădurile existente în România ocupau o suprafață de 7.248.985 de hectare. Ele reprezentau 24.5% din suprafața țării.

### Anul 1929
Conform unei statistici din anul 1929 și publicat în 1931, fondul forestier din România era următorul:
- 7.134.200 ha -- total număr de hectare din care:

- 2.053.691 ha -- pădure care aparținea statului;
- 1.921.530 ha -- pădure în proprietatea persoanelor particulare și administrate de către stat;
- 217.880 ha -- pădure ce aparținea de comunele din România și de stabilimentele publice;
- 2.941.099 ha -- pădure a persoanelor fizice ce o administrau în regie proprie.

Statistica prevedea și o repartizare a pădurii pe suprafețe istorice, după cum urmează: Transilvania - 3.534.621 ha, Vechiul Regat - 2.885.692 ha, Bucovina - 494.694 ha, Basarabia - 219.193 ha.
Repartizarea esențelor lemnoase fără a ține cont de suprafețe spunea că în România existau 1.614.719 ha de rășinoase, 2.452.751 pădure de fag, 1.548.774 ha de stejar mare, 84.901 ha de ulm și frasin, 459.387 ha de foioase tari și 287.943 ha de foioase de lemn moale. Însumând toate aceste cifre de esențe rezultă un total de 6.448.475 de hectare de pădure existentă în România în anul 1929, cu un minus de 685.725 ha față de ce aceeași statistică a spus referitor la suprafețele de pădure.

### Anul 1930
Ca urmare a unei expuneri de motive din data 25 aprilie 1930 privind o nouă lege privitoare la administrarea fondului forestier s-a făcut o nouă statistică al cărei rezultat a fost:
- 6.486.471 ha -- total suprafață împădurită, din care:

- 1.942.000 ha -- proprietate de stat, deci cu 111.691 ha mai puțin ca în statistica din 1929
- 66.492 ha -- proprietatea coroanei României
- 681.197 ha -- proprietăți comunale
- 125.628 ha proprietatea fundațiilor și eforiilor
- 467.605 ha -- păduri aparținând bisericilor și mănăstirilor
- 655.707 ha -- păduri ale composesoratelor
- 450.566 ha -- păduri aflate în proprietatea moșnenilor și răzeșilor
- 2.097.276 ha -- proprietăți particulare și ale societăților anonime.

Calculul procentual aduce astfel pe primul loc societățile anonime și particulare cu 
32.4%, statul cu 29.9%, proprietățile comunale cu 10.5%, composesoratele cu 10.1%, ș.a.m.d.

### Anul 1938
Ținând cont de realitatea din anul 1929, după zece ani, România ocupa în anul 1938 locul al nouălea din lume după suprafața de pădure pe cap de locuitor și locul al patrusprezecelea ca procent ocupat de pădure în raport cu suprafața țării.
Raportat la nivelul pădurilor europene din anul 1938, România avea doar 2,4% din total, URSS - la vest de Urali - 53%, Finlanda 9%, Suedia 8%, Germania 4%, Franța 3.5%, Polonia 3%, Iugoslavia 2.8% și Norvegia 2.5%.

### Anul 1972
Anuarul Statistic al anului 1972 a socotit fondul forestier astfel:
- 6.476.000 ha -- pentru anul 1938
- 6.487.000 ha -- pentru anul 1948
- 6.313.000 ha -- pentru anul 1971

Diferența dintre suprafața pădurilor din anul 1918 și cea din anul 1938 este de 1.283.985 hectare în numai 20 de ani.
Michel Devèze a apreciat că fondul forestier al României în perioada interbelică a scăzut cu „... poate un milion de hectare”. Concluzia trasă de către Emil Pop, președintele secției de biologie a Academiei Române, publicată în anul 1943 a fost că:
„... din 1920 până în 1935, în 16 ani, s-au tăiat aproximativ” 1.280.000 ha, aproape o cincime din întreg patrimoniul nostru păduros. Culmi neatinse până atunci care au înfiorat chiar și pe economiștii și silvicultorii streini, observatori”
----- Emil Popp: Pădurile și destinul nostru național, Sibiu, 1943, pag. 19

### Anul 2016

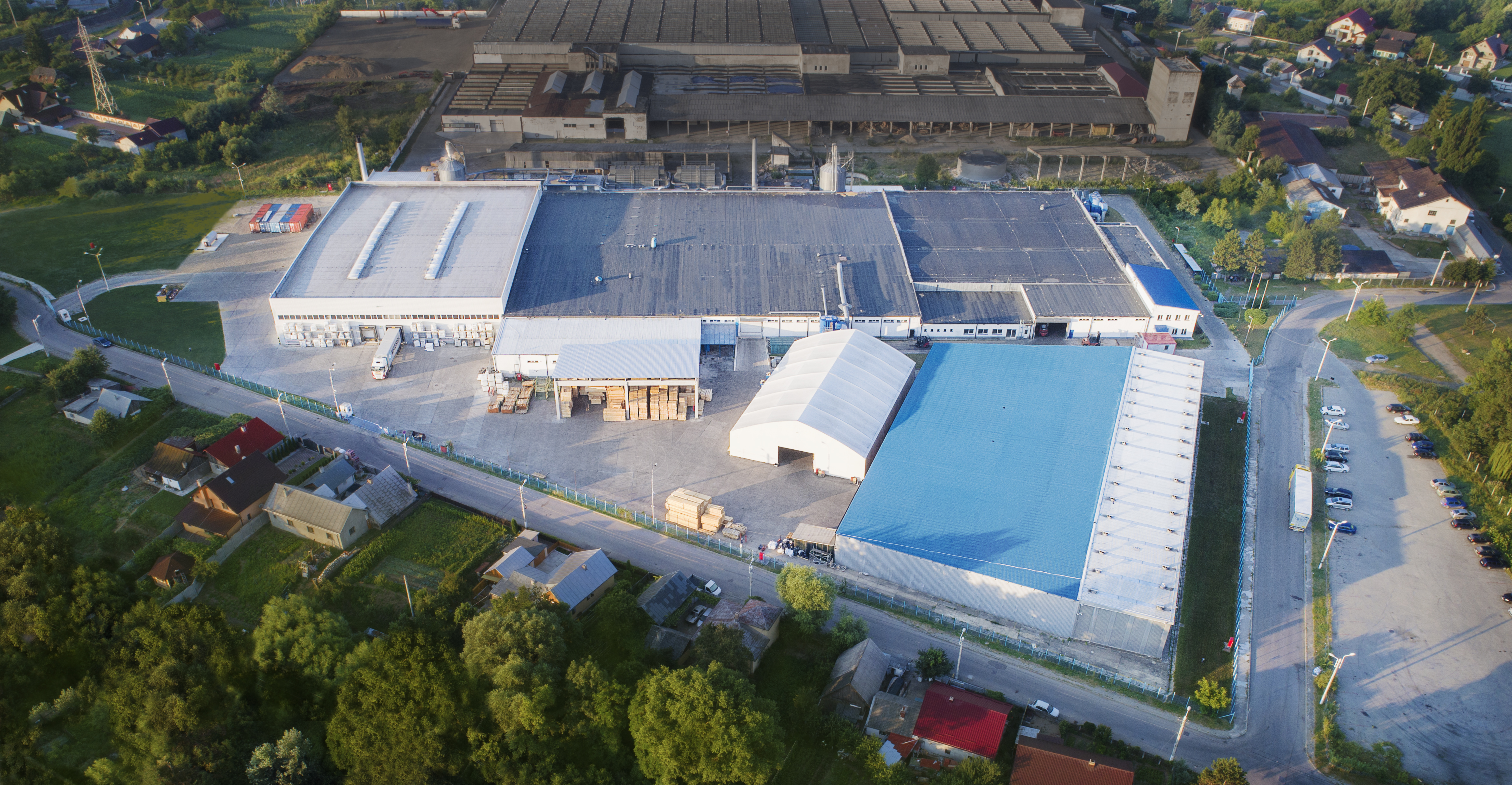
Agenția de Investigații de Mediu (EIA) a găsit compania austriacă Holzindustrie Schweighofer vinovată pentru achiziționarea de lemn tăiat ilegal în anul 2016. De asemenea, în anul 2017 a participat la defrișarea ilegală în teritoriul celui de-al doilea cel mai mare parc natural ca mărime din România, Munții Rodnei. În fotografie fabrica de cherestea din Siret

Conform datelor Inventarului Forestier Național (IFN), România beneficiază de o suprafață totală de 7.046.056 ha de pădure, în creștere față de 1990 când în România erau 6,4 milioane hectare, de asemenea masa de lemn totală este de 2,24 milioane metri cub, față de 1,4 milioane metri cub raportați în 1986. Conform statisticii, pădurea crește anual în medie cu 7,8 metri cub per hectar, având o creștere totală de peste 50 milioane metri cub  mult peste cele 16-17 milioane metri cub de lemn recoltat prin tăieri în fiecare an. Media de masă lemnoasă la hectar în România este de 321 metri cub, față de o medie europeană de 147 metri cub.Țări precum Austria (3,9 milioane ha păduri) sau Cehia (2,7 milioane ha păduri), cu o suprafață forestieră mult mai mică decât cea din România, exploatează anual 17 respectiv 15 milioane metri cub masă lemnoasă.
Ponderea pe specii, în procente :
- rășinoase 30,97%
- fag 38,94%
- stejar 13,74%
- diverse 16,34%

Distribuția pădurilor pe forme de relief, în procente :
- munte 59,70%
- deal 33,80%
- câmpie 6,50%

Zone cu deficit de vegetație forestieră și disponibilități de împădurire, suprafața zonei forestiere în procente :
1. Municipiul București 3%
2. Călărași 4%
3. Teleorman 5%
4. Brăila, Constanța, Ialomița 6%
5. Galați 8%
6. Olt 10%
7. Botoșani, Giurgiu 11%
8. Dolj, Timiș, Tulcea 12%
9. Vaslui 14%
10. Ilfov, Satu Mare 16%
11. Iași 18%
12. Cluj 24%

Structura fondului forestier, pe forme de proprietate la sfârșitul anului 2016, în procente :
- proprietate privată persoane persoane fizice și persoane juridice 33,9%
- stat 66,1%

Datorită legislației defavorabile propriețății private, privații au în posesie  numai 33,9% din suprafața forestieră și exploatează doar 28,9% din totalul masei lemnoase ce se taie anual.
Deși anumite surse din media raportează constant despre problema tăierilor ilegale, alte opinii susțin că  tăierile ilegale reprezintă o cifră infimă raportat la creșterea anuală de zeci de milioane metri cubi de pădure , instituțiile statului Român efectuând anual 248 mii de controale.